# Portea
Portea K. Koch é um género botânico pertencente à família Bromeliaceae, subfamília Bromelioideae.
O gênero foi nomeado em homenagem ao naturalista francês Dr. Marius Porte.
As espécies deste gênero são nativas da costa atlântica do Brasil.

## Espécies e variedades
- Portea alatisepala Philcox
- Portea filifera L.B.Smith
- Portea fosteriana L.B.Smith
- Portea grandiflora Philcox
- Portea kermesina K.Koch
- Portea leptantha Harms
- Portea petropolitana (Wawra) Mez
- Portea petropolitana var. extensa L.B.Smith
- Portea petropolitana var. noettigii (Wawra) L.B.Smith
- Portea pickelii Lima & L.B.Smith
- Portea silveirae Mez

## Cultivares
- Portea 'Helga Tarver'
- Portea 'June'